# 北浦町 (茨城県)
北浦町（きたうらまち）は、茨城県にあった町である。
2005年9月2日、麻生町・玉造町と合併し行方市となった。

## 地理
茨城県南部、北浦に面する町。
- 河川：武田川、山田川
- 湖沼：北浦

### 隣接していた自治体
- 鹿島郡
  - 鉾田町
  - 大洋村
- 行方郡
  - 麻生町
  - 玉造町

## 歴史

### 年表
- 1955年（昭和30年）4月1日 - 武田村・津澄村・要村が合併し、北浦村が発足。
- 1968年（昭和43年） - 鹿行大橋が開通。
- 1993年（平成5年）4月1日 - 国道354号（館林市 - 大洋村）が制定。
- 1997年（平成9年）10月1日 - 北浦村が町制施行し、北浦町となる。
- 2005年（平成17年）9月2日 - 麻生町・玉造町と合併し行方市が発足。同日北浦町廃止。

### 行政区域変遷
- 変遷の年表

| 北浦町町域の変遷（年表） | 北浦町町域の変遷（年表） | 北浦町町域の変遷（年表） |
| 年                       | 月日                     | 旧北浦町町域に関連する行政区域変遷 |
| ------------------------ | ------------------------ | --- |
| 1889年（明治22年）       | 4月1日                   | 町村制施行に伴い、以下の村がそれぞれ発足。 - 武田村 ← 小貫村・次木村・両宿村・内宿村・長野江村・成田村・三和村 - 津澄村 ← 繁晶村・吉川村・山田村・中根村 - 要村 ← 南高岡村・北高岡村・小幡村・行戸村 |
| 1955年（昭和30年）       | 4月1日                   | 武田村・津澄村・要村が合併し、北浦村が発足。 |
| 1997年（平成9年）        | 10月1日                  | 北浦村が町制施行し、北浦町となる。 |
| 2005年（平成17年）       | 9月2日                   | 麻生町・玉造町と合併し行方市が発足。同日北浦町廃止。 |

- 変遷表

| 北浦町町域の変遷表 | 北浦町町域の変遷表 | 北浦町町域の変遷表  | 北浦町町域の変遷表 | 北浦町町域の変遷表  | 北浦町町域の変遷表    | 北浦町町域の変遷表  | 北浦町町域の変遷表    | 北浦町町域の変遷表 |
| 1868年 以前        | 1868年 以前        | 明治元年 - 明治22年 | 明治22年 4月1日    | 明治22年 - 昭和19年 | 昭和20年 - 昭和64年   | 平成元年 - 現在     | 平成元年 - 現在       | 現在               |
| ------------------ | ------------------ | ------------------- | ------------------ | ------------------- | --------------------- | ------------------- | --------------------- | ------------------ |
|                    | 小貫村             | 小貫村              | 武田村             | 武田村              | 昭和30年4月1日 北浦村 | 平成9年10月1日 町制 | 平成17年9月2日 行方市 | 行方市             |
|                    | 次気村             |                     | 武田村             | 武田村              | 昭和30年4月1日 北浦村 | 平成9年10月1日 町制 | 平成17年9月2日 行方市 | 行方市             |
|                    | 両宿村             |                     | 武田村             | 武田村              | 昭和30年4月1日 北浦村 | 平成9年10月1日 町制 | 平成17年9月2日 行方市 | 行方市             |
|                    | 内宿村             |                     | 武田村             | 武田村              | 昭和30年4月1日 北浦村 | 平成9年10月1日 町制 | 平成17年9月2日 行方市 | 行方市             |
|                    | 長野江村           |                     | 武田村             | 武田村              | 昭和30年4月1日 北浦村 | 平成9年10月1日 町制 | 平成17年9月2日 行方市 | 行方市             |
|                    | 成田村             |                     | 武田村             | 武田村              | 昭和30年4月1日 北浦村 | 平成9年10月1日 町制 | 平成17年9月2日 行方市 | 行方市             |
|                    | 帆津倉村           | 明治元年 三和村     | 武田村             | 武田村              | 昭和30年4月1日 北浦村 | 平成9年10月1日 町制 | 平成17年9月2日 行方市 | 行方市             |
|                    | 金上村             | 明治元年 三和村     | 武田村             | 武田村              | 昭和30年4月1日 北浦村 | 平成9年10月1日 町制 | 平成17年9月2日 行方市 | 行方市             |
|                    | 穴瀬村             | 明治元年 三和村     | 武田村             | 武田村              | 昭和30年4月1日 北浦村 | 平成9年10月1日 町制 | 平成17年9月2日 行方市 | 行方市             |
|                    | 繁晶村             | 繁晶村              | 津澄村             | 津澄村              | 昭和30年4月1日 北浦村 | 平成9年10月1日 町制 | 平成17年9月2日 行方市 | 行方市             |
|                    | 吉川村             |                     | 津澄村             | 津澄村              | 昭和30年4月1日 北浦村 | 平成9年10月1日 町制 | 平成17年9月2日 行方市 | 行方市             |
|                    | 山田村             |                     | 津澄村             | 津澄村              | 昭和30年4月1日 北浦村 | 平成9年10月1日 町制 | 平成17年9月2日 行方市 | 行方市             |
|                    | 中根村             |                     | 津澄村             | 津澄村              | 昭和30年4月1日 北浦村 | 平成9年10月1日 町制 | 平成17年9月2日 行方市 | 行方市             |
|                    | 南高岡村           | 南高岡村            | 要村               | 要村                | 昭和30年4月1日 北浦村 | 平成9年10月1日 町制 | 平成17年9月2日 行方市 | 行方市             |
|                    | 高岡村             | 北高岡村            | 要村               | 要村                | 昭和30年4月1日 北浦村 | 平成9年10月1日 町制 | 平成17年9月2日 行方市 | 行方市             |
|                    | 小幡村             |                     | 要村               | 要村                | 昭和30年4月1日 北浦村 | 平成9年10月1日 町制 | 平成17年9月2日 行方市 | 行方市             |
|                    | 行戸村             |                     | 要村               | 要村                | 昭和30年4月1日 北浦村 | 平成9年10月1日 町制 | 平成17年9月2日 行方市 | 行方市             |

## 地域

### 教育
- 中学校
  - 北浦町立北浦中学校
  - 北浦三育中学校
- 小学校
  - 北浦町立津澄小学校
  - 北浦町立要小学校
  - 北浦町立武田小学校
  - 北浦町立小貫小学校
  - 北浦町立三和小学校(廃校)
- 幼稚園
  - 北浦町立北浦幼稚園
  - のぞみ幼稚園

## 交通

### 鉄道
町内を鉄道路線は通っていない。最寄り駅は、鹿島臨海鉄道大洗鹿島線大洋駅。

### 道路
- 一般国道
  - 国道354号
- 主要地方道
  - 茨城県道2号水戸鉾田佐原線
  - 茨城県道50号水戸神栖線
- 一般県道
  - 茨城県道183号山田玉造線
  - 茨城県道184号島並鉾田線
  - 茨城県道185号繁昌潮来線

## 出身有名人
- 出久根達郎（作家）
- 小澤英明（サッカー選手）

## その他
- 日本の情報収集衛星のデータ受信局のひとつが町内にある。